# زبان ایتالیایی
زبان ایتالیایی یا ایتالوی (La Lingua Italiana یا Italiano) زبانی رومی‌تبار از خانوادهٔ هندواروپایی است. ایتالیایی در کنار ساردنیایی نزدیک‌ترین زبان به لاتین به‌شمار می‌رود. ایتالیایی زبان رسمی ایتالیا، سوئیس (کانتون تیچینو و جنوب گراوبوندن)، سان مارینو و واتیکان است. این زبان همچنین در منطقهٔ ایستریا (کرواسی و اسلوونی) رسمی است. ایتالیایی در گذشته در آلبانی، مالت، موناکو، مونته‌نگرو (کوتور)، یونان (جزایر ایونی و دودکانسا)، آفریقای شرقی و لیبی نیز رسمی بوده و عموماً در جزیرهٔ کرس (به دلیل رابطهٔ نزدیک آن با زبان کرسی) و ساووآی فرانسه نیز قابل فهم است. ایتالیایی همچنان در میان جامعهٔ بزرگ مهاجران ایتالیایی‌تبار در قارهٔ آمریکا و استرالیا رایج است. این زبان در بوسنی و هرزگوین و رومانی نیز تحت پوشش منشور اروپایی زبان‌های محلی یا اقلیت است. بیشتر گویشوران ایتالیایی به دو زبان ایتالیایی (چه ایتالیایی معیار و چه گویش‌های محلی) و زبان محلی خویش مسلط هستند.
ایتالیایی زبان رسمی سازمان امنیت و همکاری اروپا و یکی از زبان‌های کاری شورای اروپا است. این زبان با داشتن ۶۷ میلیون گویشور (۱۵٪ از جمعیت اتحادیه) دومین زبان پرگویشور اتحادیهٔ اروپا است و توسط ۱۳٫۴ میلیون نفر دیگر (۳٪) نیز به عنوان زبان دوم گویش می‌شود. با در نظر گرفتن ایتالیایی‌زبانان کشورهای خارج از اتحادیهٔ اروپا (همچون سوئیس، آلبانی و بریتانیا) و سایر قاره‌ها، شمار کل گویشوران این زبان حدود ۸۵ میلیون نفر است. ایتالیایی زبان کاری اصلی سریر مقدس است و به عنوان زبان میانجی (زبان مشترک) در سلسله مراتب کاتولیک روم و زبان رسمی شوالیه‌های مالت نیز به کار گرفته می‌شود. ایتالیایی به عنوان زبان موسیقی شناخته می‌شود چرا که در اصطلاح‌شناسی موسیقی و اپرا بسیاری از واژگان ایتالیایی به اصطلاحاتی بین‌المللی تبدیل شده‌اند که در زبان‌های مختلف سراسر جهان به وام گرفته شده‌اند. تأثیرات این زبان در هنر، خوراک و بازارهای کالاهای لوکس نیز دیده می‌شود.
ایتالیایی توسط دولت ایتالیا پس از وحدت به‌عنوان زبان رسمی پذیرفته شد، زیرا پیش‌تر گونهٔ ادبی گویش توسکانی بود که بیشتر توسط جامعه اشراف فلورانس گویش می‌شد. ایتالیایی از دیگر زبان‌های ایتالیایی و تا حد کمتری از زبان‌های ژرمنی مهاجمان پساروم تأثیر پذیرفته است. روش دیگر وام‌گیری واژگان در ایتالیایی مراجعه به لاتین است. در طول قرون وسطی و در اوایل دورهٔ نوین، بیشتر ایتالیایی‌های باسواد به لاتین نیز تسلط داشتند و بنابراین آن‌ها به‌راحتی کلمات لاتین را در نوشتار - و در نهایت گفتار - به ایتالیایی وارد می‌کردند. ایتالیایی برخلاف دیگر زبان‌های رومی اختلاف میان همخوان‌های کوتاه و بلند را حفظ کرده است. تقریباً همهٔ واژگان بومی ایتالیایی با واکه (حرف صدادار) پایان می‌یابند؛ عاملی که استفاده از این زبان را در شعر و قافیهسازی بسیار آسان کرده است.

## تاریخ

### ریشه‌ها
در قرون وسطی، زبان نوشتاری اروپا بیشتر لاتین بود، اگرچه بیشتر مردم بی‌سواد بودند و فقط تعداد اندکی به این زبان مسلط بودند. در شبه‌جزیره ایتالیا نیز مانند بیشتر اروپا، بیشتر مردم به جای لاتین به زبان محلی خویش صحبت می‌کردند. این گویش‌ها در طول قرن‌ها از لاتین عامیانه تکامل یافته و تحت تأثیر گونه‌های معیار و آموزشی قرار نگرفته‌اند. آن‌ها به هیچ وجه «گویش» های ایتالیایی معیار، که خود یکی از این زبان‌های محلی بوده است، نیستند و خواهران آن به‌شمار می‌روند. درک متقابل این زبان‌ها نسبت به ایتالیایی بسیار متفاوت است، همان‌طور که به‌طور کلی این پدیده میان زبان‌های رومی متفاوت است. گویش‌های رومی ایتالیا می‌توانند با ایتالیایی در تمام سطوح (واج‌شناسی، صرف، نحو، واژگان، کاربردشناسی) تفاوت زیادی داشته باشند و از نظر گونه‌شناسی نیز به عنوان زبان‌هایی مجزا دسته‌بندی می‌شوند.
زبان ایتالیایی معیار ریشه‌ای شاعرانه و ادبی در نوشته‌های نویسندگان توسکانی قرن ۱۲ دارد ولی حتی اگر اساساً دستور زبان و واژگان هسته‌ای آن نسبت به گویش قرن ۱۳ فلورانس تغییری نکرده باشد، گونه معیار نوین آن عمدتاً توسط وقایع نسبتاً اخیر شکل گرفته است. با این حال، زبان رومی گفتاری که در شبه‌جزیره ایتالیا گویش می‌شود، پیشینه طولانی‌تری دارد. در حقیقت، نخستین متونی که به‌طور قطع می‌توان آن‌ها را رومی گفتاری این ناحیه نامید (به این صورت که از نیای لاتین آن متمایز باشد) متونی به نام پلاچیتی کاسینزی از استان بنونتو هستند که مربوط به سال ۹۶۰ تا ۹۶۳ می‌باشند، اگرچه چیستان ورونی که احتمالاً مربوط به قرن ۸ یا اوایل قرن ۹ است، دربرگیرنده گونه‌ای دیرینه از لاتین عامیانه است که می‌تواند به عنوان نمونه‌ای بسیار کهن از یک گویش بومی ایتالیا دیده شود.
زبانی که به عنوان زبان ایتالیایی در مرکز توسکان در حال توسعه بود، نخستین بار در اوایل قرن ۱۴ از طریق آثار دانته آلیگیری، نویسنده توسکانی، که به گویش زادگاهش فلورانس می‌نوشت، رسمیت یافت. شعرهای حماسی دانته، که در مجموع به عنوان کمدی شناخته می‌شوند (بعداً جووانی بوکاچو، شاعر اهل توسکان، عنوان الهی را به آن افزود) در سراسر شبه‌جزیره خوانده شدند و گویش نوشتاری وی به گونه «معیار متعارف» تبدیل شد که همه ایتالیایی‌های تحصیل‌کرده می‌توانستند آن را بفهمند. هنوز هم معیارسازی ایتالیایی دانته اعتبار دارد. گویش فلورانسی علاوه بر توجه گسترده‌ای که به دلیل ادبیات به دست آورد، به دلیل اهمیت سیاسی و فرهنگی فلورانس در آن زمان و این که از آن گویش واسطه‌ای میان گویش‌های شمالی و جنوبی ایتالیایی بود، اعتباری بیش از پیش یافت. بنابراین گویش فلورانس مبنایی برای زبان رسمی ایتالیا قرار گرفت.
ایتالیایی به تدریج در بیشتر ایالت‌های ایتالیا پیش از وحدت به یک زبان رسمی تبدیل شده و به آرامی جای لاتین را گرفته بود. حتی در زمان‌هایی که بخش‌هایی از ایتالیا تحت کنترل قدرت‌های خارجی بود (مانند دوران پادشاهی ناپل) با وجود اینکه توده‌ها در درجه اول به زبان محلی خود صحبت می‌کردند، ایتالیایی زبان رسمی آن منطقه به‌شمار می‌رفت. ایتالیایی همچنین یکی از زبان‌های پرشمار به رسمیت شناخته شده در امپراتوری اتریش-مجارستان بود.
ایتالیا همیشه برای هر شهر گویش متمایزی داشته است زیرا این شهرها، تا همین اواخر، به صورت دولت‌شهر بودند. این گویش‌ها اکنون تنوع قابل توجهی دارند. همان‌طور که ایتالیایی توسکانی در سرتاسر ایتالیا مورد استفاده قرار گرفت، طبیعتاً ویژگی‌های گفتار محلی در آن وارد شد و نسخه‌های پرشمار ایتالیایی منطقه‌ای را تولید کرد. به عنوان مثال، مشخص‌ترین تفاوت‌ها میان ایتالیایی رمی و ایتالیایی میلانی، وجود همخوان‌های نخستین تشدیددار و تلفظ «e» و «s» در برخی موارد است: به عنوان مثال va bene «خیلی خوب» توسط یک رمی (و توسط هر سخنران ایتالیایی معیار) [vabˈbɛ:ne] و توسط یک میلانی (و توسط هر سخنران دیگری که گویش بومی آن در شمال خط لا اسپتزیا-ریمینی قرار دارد) [vaˈbe:ne] تلفظ می‌شود؛ یا مثلاً a casa «در خانه» در رمی [akˈka:sa] در زبان معیار [akˈka:sa] یا [akˈka:za] و در میلانی و به‌طور کلی شمالی [aˈka:za] تلفظ می‌شود.

### رنسانس
دوران رنسانس، معروف به il Rinascimento در ایتالیایی، به عنوان زمان «نوزایی» دیده می‌شود، که معنای واقعی هر دو واژه renaissance (از فرانسوی) و rinascimento (ایتالیایی) است.

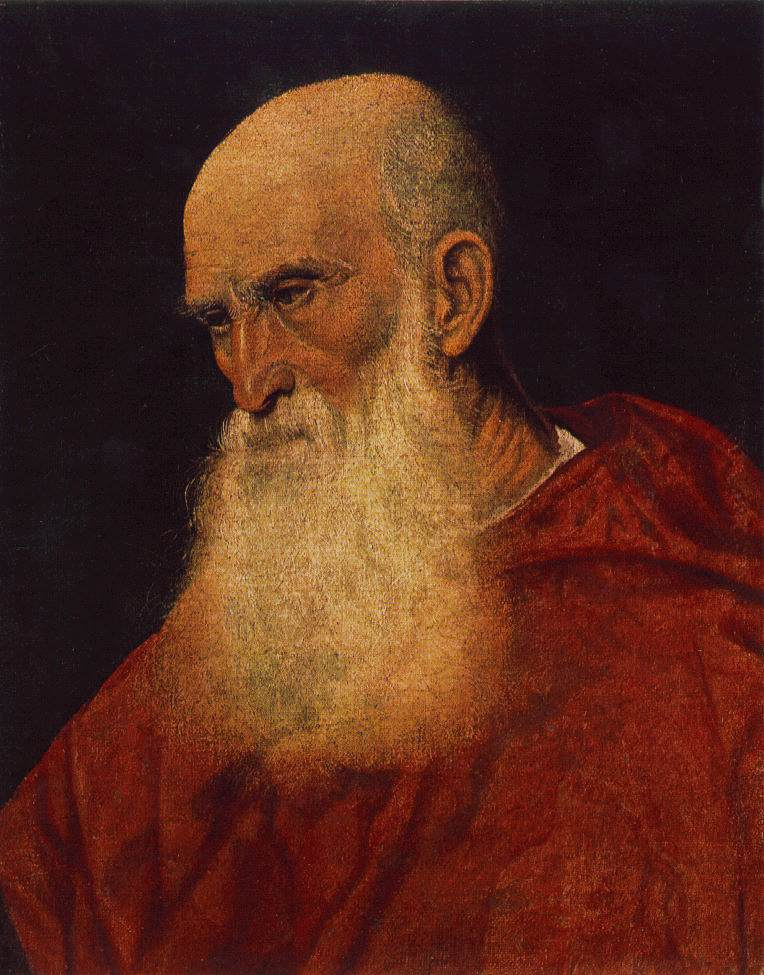
پیترو بمبو شخصیتی تأثیرگذار در توسعه زبان ایتالیایی از گویش توسکانی بود.

در این مدت، انسان‌گرایان - افرادی که بر بدن انسان و پتانسیل کامل آن تأکید داشتند - از دیدگاه‌های جدیدی شروع به درک اعتقادات دیرینه‌ای که از آموزه‌های کلیسای کاتولیک روم ریشه می‌گرفت، کردند و تمرکز را از روی کلیسا به روی خود انسان گذاشتند. انسان‌گرایان شروع به شکل‌گیری باورهای جدید در اشکال مختلف اجتماعی، سیاسی و فکری کردند. آرمان‌های دوره رنسانس در طول اصلاحات پروتستانی، که همزمان با رنسانس اتفاق افتاد، مشهود بود. اصلاحات پروتستان با عدم پذیرش زیاده‌خواهی‌های یوهان تتزل و سایر مقامات کلیسای کاتولیک روم توسط مارتین لوتر آغاز شد و در نتیجه آن لوتر از مجلس ورمس کلیسای کاتولیک روم جدا شد. لوتر پس از تکفیر شدن از طرف کلیسای کاتولیک روم، فرقه‌ای بنیان نهاد که در آن زمان شاخه‌ای از کاتولیک شناخته می‌شد، اما بعدها لوتریانیسم نام گرفت. موعظه‌های لوتر به نفع ایمان و کتاب مقدس به جای سنت، وی را بر آن داشت تا کتاب مقدس را به زبان‌های دیگر اروپا ترجمه و امکان خواندن آن را برای مردم سراسر قاره فراهم می‌کند. پیش از این، کتاب مقدس فقط به لاتین ترجمه می‌شد، اما در پی آن فهمیدن کتاب مقدس در بسیاری از زبان‌های دیگر از جمله ایتالیایی ممکن شد. زبان ایتالیایی با کمک لوتر و اختراع چاپ فشاری توسط یوهانس گوتنبرگ توانست حتی بیشتر گسترش یابد. چاپ ترویج زبان ایتالیایی را تسهیل کرد، زیرا می‌توانست به سرعت متونی از جمله کتاب مقدس را تولید کند و هزینه‌های کتاب‌های را بکاهد که دسترسی بیشتر افراد به کتاب مقدس ترجمه‌شده و ادبیات جدید را در پی داشت. کلیسای کاتولیک روم در حال از دست دادن کنترل خود بر مردم بود، زیرا امکان تغییر نداشت و شمار فزاینده‌ای از اصلاح‌خوهان با باورهای متفاوتی وجود داشتند.
در این دوران ایتالیایی به زبان مورد استفاده در دادگاه‌های هر ایالت در شبه‌جزیره ایتالیا و همچنین گونه معیار جزیره کرس تبدیل شد. (اما در ساردنیای همسایه که در اواخر هجدهم تحت ایتالیایی‌سازی قرار گرفت، نه. زبان دیوانی ساردینیا تحت تأثیر حکومت ساوی‌ها اسپانیایی بود و در نتیجه روند همگون‌سازی کندی برای ورود به حوزه فرهنگی ایتالیا داشت.) دوباره یافتن متن از سخنوری زبان محلی (De vulgari eloquentia) از دانته و همچنین علاقه دوباره مردم به زبان‌شناسی در قرن شانزدهم، به بحثی که در سراسر ایتالیا در مورد معیارهایی پایه‌گذاری زبان ادبی و گفتاری نوین ایتالیایی پیش گرفته بود، دامن زد. این بحث، معروف به questione della lingua (پرسش زبان) تا اواخر قرن نوزدهم در فرهنگ ایتالیایی جریان داشت که اغلب با بحث سیاسی در مورد دستیابی به یک کشور متحد ایتالیا مرتبط بود. دانشمندان دوره رنسانس به سه گروه اصلی تقسیم می‌شوند:
- سره‌گرایان، به سرپرستی پیترو بمبو ونیزی (که در گلی آسولانی خود بیان می‌داشت که این زبان فقط باید مبتنی بر آثار نویسندگان بزرگ کلاسیک، مانند پترارک و برخی از نوشته‌های بوکاچیو باشد). سره‌گرایان تصور می‌کردند که کمدی الهی از ارج کافی برخوردار نیست زیرا از عناصر گونه‌های غیرشعری زبان استفاده کرده است.
- نیکولو ماکیاولی و دیگر فلورانسی‌ها گونه‌ای را که مردم عادی در زمان خود صحبت می‌کردند ترجیح می‌دادند.
- درباریان مانند بالداساره کاستیلیونه و گیان گریگوریو تریسینو اصرار داشتند که هر زبان بومی محلی در پایه‌گذاری زبان معیار جدید مشارکت کند.

گروه چهارمی نیز ادعا می‌کرد که بهترین گونه ایتالیایی آن است که دادگاه پاپی به کار می‌گیرد که مخلوطی از گویش‌های توسکانی و رمی بود. سرانجام، ایده‌های بمبو غالب و بنیاد Accademia della Crusca، نهاد قانونگذاری رسمی زبان ایتالیایی، در فلورانس (۱۵۸۲–۱۵۸۳) بازگشایی شد که کتاب Floris italicae linguae libri novem (گل زبان ایتالیایی در نه کتاب) از آنیولو مونوسینی در سال ۱۶۰۴ و به دنبال آن نخستین فرهنگ واژگان ایتالیایی در سال ۱۶۱۲ منتشر شد.
پیشرفت مداوم در فناوری نقش مهمی در انتشار زبان‌ها دارد. پس از اختراع چاپ فشاری در قرن پانزدهم، تعداد چاپخانه‌ها در ایتالیا به سرعت رشد کرد و در سال ۱۵۰۰ به مجموع ۵۶ دستگاه چاپ رسید که بیشترین تعداد چاپخانه در کل اروپا در آن دوران بود. این کار چاپ کتاب‌های بیشتر را با هزینه کمتر امکان‌پذیر کرد و ایتالیایی را به عنوان زبان غالب گسترش داد.

### دوران نوین

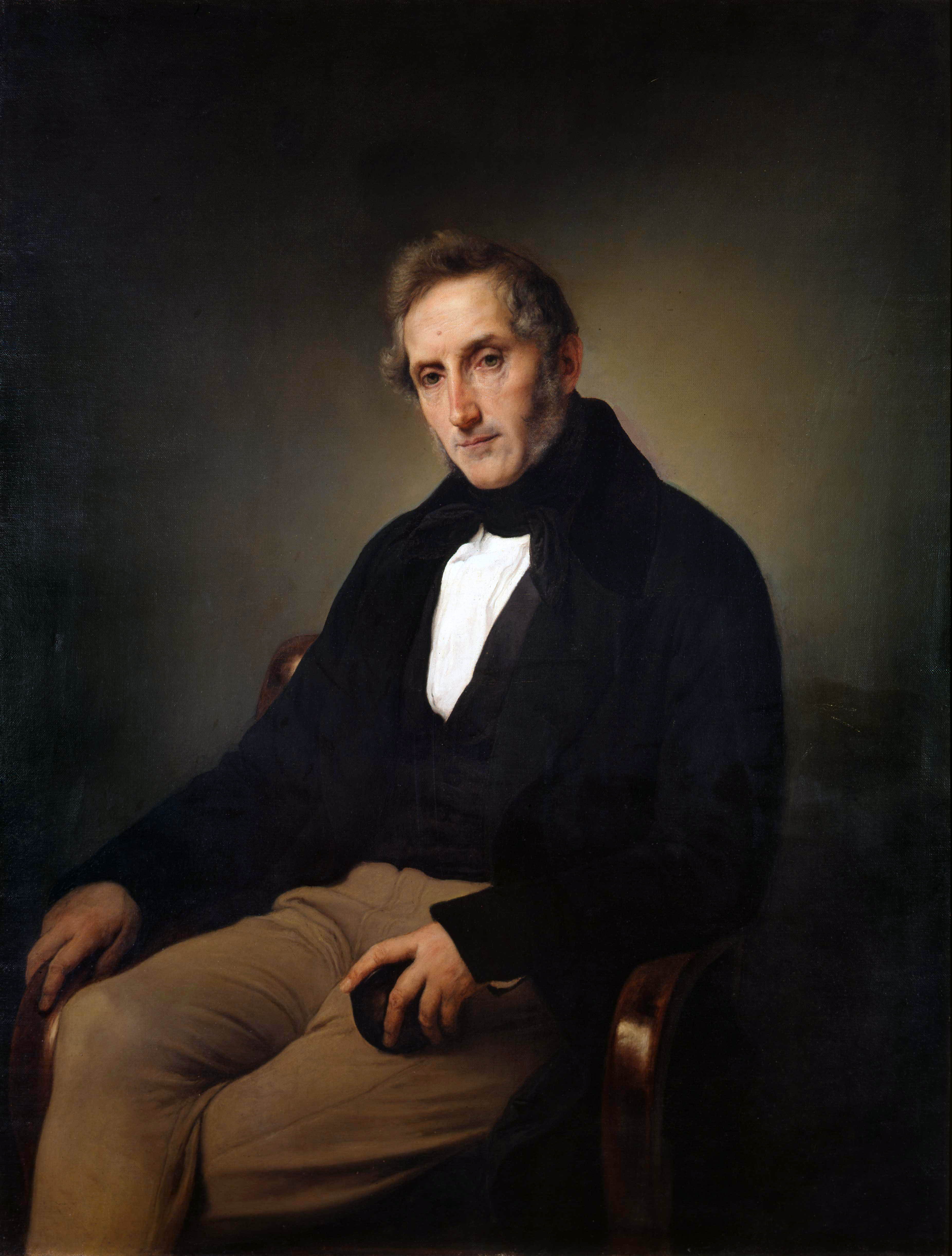
آلساندرو مانزونی پایه زبان ایتالیایی نوین را ایجاد و به وحدت زبانی در سراسر ایتالیا کمک کرد.

فتح و اشغال ایتالیا توسط ناپلئون (که خود از نژاد ایتالیایی-کورسی بود) در اوایل قرن نوزدهم رخداد مهمی بود که به گسترش زبان ایتالیایی کمک شایانی کرد. این فتح اتحاد ایتالیا در چند دهه بعد به پیش راند و زبان ایتالیایی را به یک زبان میانجی سوق داد که نه تنها در میان دفتریاران، اشراف و کارمندان در دادگاه‌های ایتالیا بلکه توسط بورژوازی نیز مورد استفاده قرار گرفت.
نخستین رمان نوین ادبیات ایتالیا، I promessi sposi (نامزد) از آلساندرو مانزونی بود که ایتالیایی معیار بر اساس آن، همانگونه که خود در پیشگفتار نسخه ۱۸۴۰ این رمان «آبکشی» گوش میلانی «در آب‌های آرنو» (رودخانه فلورانس) نامیدش، تعریف شد.
پس از اتحاد، شمار زیادی از کارمندان و سربازان استخدام‌شده از سراسر کشور واژگان و اصطلاحات بیشتری را از زبان‌های محلی خود به ایتالیایی وارد کردند؛ مثلاً ciao از واژه ونتی s-cia[v]o («برده») و panettone از واژه لومباردی panetton گرفته شده است و غیره. در سال ۱۸۶۱ در زمان اتحاد ایتالیا فقط ۲٫۵ درصد از جمعیت کشور می‌توانستند زبان ایتالیایی معیار را به درستی صحبت می‌کنند.

## دسته‌بندی

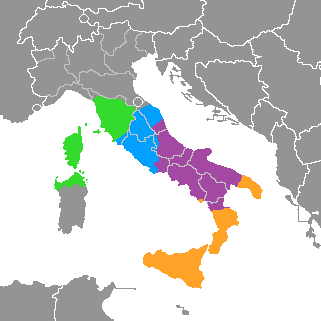
ایتالیایی به عنوان بخشی از زبان‌های ایتالیایی-دالماسیایی.

ایتالیایی یک زبانی رومی و از نوادگان لاتین عامیانه (لاتین محاوره‌ای) است. ایتالیایی معیار مبتنی بر زبان توسکانی، به ویژه گویش فلورانس آن است و بنابراین یک زبان ایتالیایی-دالمیایی به‌شمار می‌رود، گروهی که شامل بیشتر زبان‌های ایتالیای مرکزی و جنوبی و زبان منقرض‌شده دالماسیایی است.
بر طبق منابع بسیاری، ایتالیاییی از نظر دایره واژگان نزدیک‌ترین زبان به لاتین است. مطابق اتنولوگ شباهت واژگانی آن با فرانسوی ۸۹٪، با کاتالان ۸۷٪، با ساردنیایی ۸۵٪، با اسپانیایی ۸۲٪، با پرتغالی ۸۰٪، با لادین ۷۸٪ و با رومانیایی ۷۷٪ است. برآوردهای دیگر منابع ممکن است کمی متفاوت باشند.
مطالعه‌ای در سال 1949 توسط ماریو پی، زبان‌شناس ایتالیایی-آمریکایی، که میزان هفت زبان رومی (ساردینی، ایتالیایی، اسپانیایی، رومانیایی، اکسیتان، پرتغالی و فرانسوی) را تجزیه و تحلیل کرد، نشان داد که حروف صدادار تاکید شده در ایتالیایی کمتر از زبان مبتذل فاصله دارد. لاتین، در مقایسه با شش زبان دیگر تجزیه و تحلیل شده است.
با این حال، این مطالعه تأکید کرد که تنها «نمایشی بسیار ابتدایی، ناقص و آزمایشی» را نشان می‌دهد که چگونه روش‌های آماری می‌توانند تغییرات زبانی را اندازه‌گیری کنند، مقادیر نقطه‌ای «صراحتاً دلخواه» را به انواع مختلف تغییر اختصاص می‌دهد و زبان‌های نمونه را با هم مقایسه نمی‌کند. با توجه به هر ویژگی یا اشکال واگرایی به غیر از حروف صدادار تاکید شده، در میان سایر هشدارها. 

## پراکندگی جغرافیایی

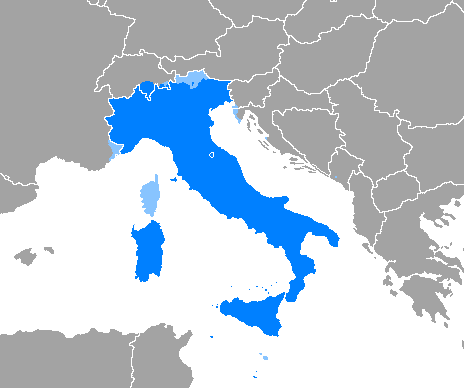
استفاده از زبان ایتالیایی در اروپا

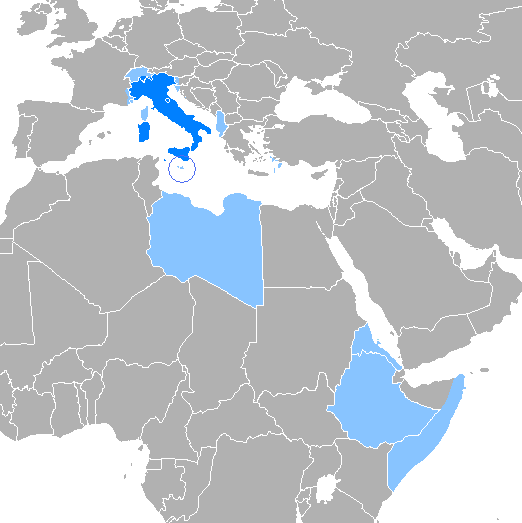
استفاده از زبان ایتالیایی در اروپا و گسترش تاریخی آن در آفریقا

ایتالیایی زبان رسمی ایتالیا و سان مارینو است و توسط بیشتر جمعیت این کشورها به راحتی صحبت می‌شود. ایتالیایی (پس از آلمانی و فرانسوی) سومین زبان گفتاری در سوئیس است، اگرچه استفاده از آن از دهه ۱۹۷۰ تاکنون نسبتاً کاهش یافته است. در اسناد رسمی و اداری در شهر واتیکان نیز از ایتالیایی استفاده می‌شود.
به دلیل نفوذ شدید ایتالیا در دوران استعمار، ایتالیایی هنوز در برخی از مستعمرات پیشین درک می‌شود. ایتالیایی از زمان استعمار در لیبی زبان اصلی آنجا بود اما استفاده از آن تحت حاکمیت معمر قذافی، که جمعیت ایتالیایی‌های لیبی را اخراج کرد و عربی را به عنوان تنها زبان رسمی کشور قرار داد، بسیار کاهش یافت. چند صد مهاجر ایتالیایی در دهه ۲۰۰۰ به لیبی بازگشتند. امروز ایتالیایی پرگویشورترین زبان دوم در کشور است و به عنوان یک زبان تجاری و گاهی به عنوان زبان میانجی میان لیبیایی‌ها و خارجی‌ها عمل می‌کند.
ایتالیایی زبان رسمی اریتره در زمان استعمارش توسط ایتالیا نیز بود. امروزه در این کشور از ایتالیایی در تجارت استفاده می‌شود و هنوز هم خصوصاً در میان سالخوردگان صحبت می‌شود. علاوه بر این، واژگان ایتالیایی بسیاری به عنوان وام‌واژه به زبان اصلی کشور (تیگرینیا) وارد شده‌اند. پایتخت اریتره، اسمره، هنوز دارای چندین مدرسه ایتالیایی است که در دوره استعمار تأسیس شده‌اند. در اوایل قرن نوزدهم، اریتره کشوری بود که بیشترین تعداد ایتالیایی‌ها را در خارج از کشور داشت و ایتالیایی‌های اریتره از ۴٫۰۰۰ نفر در طول جنگ جهانی اول به تقریباً ۱۰۰٫۰۰۰ نفر در آغاز جنگ جهانی دوم رسیدند.
زبان ایتالیایی نیز از طریق استعمار به سومالی نیز وارد شد و تنها زبان رسمی اداری و آموزشی آن در دوره استعمار بود اما پس از تخریب زیرساخت‌های آموزشی، اقتصادی و اقتصادی در جنگ داخلی سومالی کاربرد آن کم شد.
آلبانی و مالت دارای جمعیت زیادی از گویشوران غیربومی ایتالیایی هستند و بیش از نیمی از مردم این کشورها از زبان ایتالیایی آگاهی دارند.
اگرچه بیش از ۱۷ میلیون از آمریکایی‌ها ایتالیایی‌تبار هستند، اما فقط کمی بیش از یک میلیون نفر در ایالات متحده در خانه به ایتالیایی صحبت می‌کنند. با این وجود، چندین رسانه ایتالیایی‌زبان در این کشور وجود دارد.
مهاجران ایتالیایی به آمریکای جنوبی نیز این زبان را به آن قاره بردند. طبق برخی منابع، ایتالیایی بعد از اسپانیایی، زبان رسمی، دومین زبان پرکاربرد در آرژانتین است، اگرچه گویشوران آن، عمدتاً از نسل سالخورده هستند و شمار آن‌ها در حال کاهش است.

### تأثیر و زبان‌های اشتقاقی

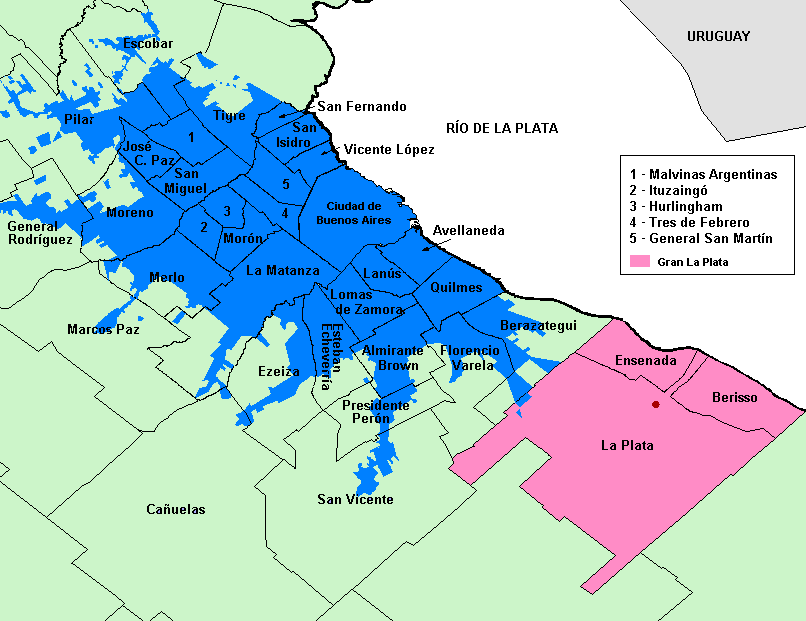
در مناطق آبی بوئنوس آیرس، آرژانتین، کوکولیکه گسترش یافت.

از اواخر قرن نوزدهم تا اواسط قرن بیستم، هزاران ایتالیایی در آرژانتین، اروگوئه، برزیل جنوبی و ونزوئلا و همچنین در کانادا و ایالات متحده مستقر شدند و در آنجا حضور فیزیکی و فرهنگی خود را تشکیل دادند.
در برخی موارد، مستعمره‌نشین‌هایی ایجاد شد که مردم آن بیشتر از زبان‌های منطقه‌ای ایتالیا استفاده می‌کردند و امروزه برخی همچنان به استفاده از این زبان‌ها ادامه می‌دهند. به عنوان نمونه در ریو گرانده جنوبی، برزیل که از تالیان استفاده می‌شود و در چیپیلو در نزدیکی پوئبلای مکزیک؛ همچنان گونه‌ای مشتق‌شده از ونتی را که قدمت آن به قرن نوزدهم بازمی‌گردد، استفاده می‌کنند. مثال دیگر کوکولیکه، یک پیجین ایتالیایی-اسپانیایی است که روزی آرژانتین و به خصوص در بوئنوس آیرس و لونفاردو گویش می‌شد.

### زبان میانجی
در اواخر قرون وسطی در بیشتر اروپا و مدیترانه، زبان‌های اصلی ایتالیا (به ویژه توسکانی و ونتی) به عنوان زبان اصلی تجارت، جایگزین لاتین شدند. این گونه‌ها در دوران رنسانس با قدرت یافتن ایتالیا و پدیداری انسان‌گرایی و هنرها بیش از پیش تحکیم یافتند.
در آن دوره، ایتالیا نفوذ هنری خود را نسبت به بقیه اروپا حفظ کرد. برای همه فرهیختگان آن دوران انجام تور بزرگ و بازدید از ایتالیا و آثار تاریخی و هنری عالی آن تبدیل به عادت شده بود و بنابراین انتظار می‌رفت که آن‌ها حداقل کمی ایتالیایی بلد باشند. در انگلستان، در حالی که زبان‌های کلاسیک لاتین و یونانی نخستین زبان‌هایی بودند که آموزش داده می‌شدند، ایتالیایی پس از فرانسوی به دومین زبان رایج نوین تبدیل شده بود و این موقعیت تا اواخر قرن هجدهم با جایگزینی آلمانی حفظ شد. برای نمونه، جان میلتون، برخی از شعرهای نخستین خود را به ایتالیایی نوشته است.
درون کلیسای کاتولیک، بخش بزرگی از سلسله مراتب کلیسایی زبان ایتالیایی را می‌دانند و در برخی از اسناد رسمی از آن به عنوان جایگزین زبان لاتین استفاده می‌کنند.
وام‌واژههای ایتالیایی در بیشتر زبان‌ها در امور هنری و موسیقی (به ویژه موسیقی کلاسیک از جمله اپرا)، در صنایع طراحی و مد، در برخی از ورزش‌ها مانند فوتبال و به ویژه در آشپزی مورد استفاده قرار می‌گیرند.

## زبان‌ها و گویش‌ها

اقلیت‌های قومی-زبانی ایتالیا.

در ایتالیا، تقریباً همه زبان‌های بومی و محلی، حتی اگر با ایتالیایی معیار کاملاً متفاوت و متعلق به شاخه‌های مختلفی باشند، بیشتر به‌طور نادرست «گویش‌های ایتالیایی» خوانده می‌شوند. تنها استثنا در این مورد دوازده گروه «اقلیت زبانی تاریخی» هستند که طبق قانون رسماً به عنوان زبان‌های اقلیت مجزا شناخته می‌شوند. از طرف دیگر، زبان کرسی (زبانی که در جزیره کرس فرانسه گویش می‌شود) ارتباط تنگاتنگی با توسکانی قرون وسطایی که ایتالیایی معیار از آن گرفته شده و تکامل یافته است، دارد.
در سراسر ایتالیا، گونه‌های منطقه‌ای ایتالیایی معیار، که ایتالیایی منطقه‌ای نامیده می‌شود، صحبت می‌شود. گونه‌های منطقه‌ای توسط عوامل مختلفی شناخته می‌شوند: بازبودن واکه‌ها، درازی همخوان‌ها، و اثرات زبان محلی (به عنوان مثال، در شرایط غیررسمی andà، annà و nare به ترتیب در ناحیه توسکانی، رم و ونیز برای مصدر «رفتن» جایگزین andare ایتالیایی معیار می‌شوند).
تاریخ مشخصی وجود ندارد که گونه‌های مختلف ایتالیایی زبان لاتین - از جمله گونه‌های مختلفی که به پی‌ریزی ایتالیایی معیار نوین کمک کرده‌اند - چه زمانی از لاتین به اندازه کافی متمایز شده‌اند تا بتوان آن‌ها را زبان‌های جداگانه‌ای نامید. یک معیار برای تعیین زبان یا گویش بودن دو گونه، میزان فهم متقابل میان گویشوران آن دو است. این روش درصورتی که درک متقابل کم باشد یا اصلاً نباشد (مثلاً در خانواده رومی میان رومانیایی و پرتغالی) مؤثر است، اما در مواردی مانند اسپانیایی-پرتغالی یا اسپانیایی-ایتالیایی شکست می‌خورد، زیرا بومیان هر دو گروه می‌توانند یکدیگر را به خوبی درک کنند. با این وجود، با در نظر گرفتن اختلافات انباشته‌شده در ریخت‌شناسی، نحو، واج‌شناسی و تا حدودی دایره واژگان برای گونه‌های رومی ایتالیا، نخستین اسناد نوشتاری موجود در زبان‌هایی که دیگر نمی‌توان آن‌ها را لاتین دانست، مربوط به قرن نهم و دهم میلادی هستند. این منابع مکتوب خصوصیات بومی خاصی را نشان می‌دهند و گاهی اوقات در آن‌ها صریحاً استفاده از زبان بومی ذکر شده است. نخستین نشانه‌های کامل ادبیات بومی در حدود قرن ۱۳ در قالب متون مختلف مذهبی و شعر یافت می‌شود.:۲۱ اگرچه این نخستین سوابق نوشتاری گونه‌های ایتالیایی مستقل از لاتین است، واگرایی زبان گفتاری احتمالاً مدت‌ها قبل از نوشتن نخستین متن‌ها آغاز شده است، زیرا کسانی که باسواد بودند، حتی اگر شخصاً با گونه‌های دیگر رومی صحبت می‌کردند، به‌طور کلی به لاتین می‌نوشتند.

درصد زبان‌های مورد استفاده بر روی اینترنت

در طول سده‌های ۱۹ و ۲۰، استفاده از ایتالیایی معیار به‌طور فزاینده‌ای گسترش یافت و کاهش استفاده از گویش‌ها را در پی داشت. افزایش سواد یکی از عوامل محرکه اصلی بود (می توان فرض کرد که فقط باسوادان قادر به یادگیری ایتالیایی معیار هستند، در حالی که بی‌سوادان فقط به گویش بومی خود دسترسی داشتند). درصد باسوادان در ایتالیا از ۲۵٪ در ۱۸۶۱ به ۶۰٪ در ۱۹۱۱ و سپس به ۷۸٫۱٪ در ۱۹۵۱ افزایش یافت. تولیو دو مائورو، زبان‌شناس ایتالیایی، اظهار داشت که در سال ۱۸۶۱ تنها ۲٫۵٪ از جمعیت ایتالیا می‌توانستند به ایتالیایی معیار صحبت کنند. او گزارش می‌دهد که در سال ۱۹۵۱ این درصد به ۸۷٪ رسیده است. توانایی صحبت به ایتالیایی در آن دوران لزوماً به معنای استفاده روزمره از آن نبود و بیشتر مردم (۶۳٫۵٪) هنوز با گویش‌های بومی خود صحبت می‌کردند. علاوه بر این، عوامل دیگری مانند مهاجرت گسترده، صنعتی شدن و شهرنشینی و مهاجرت‌های داخلی پس از جنگ جهانی دوم، در گسترش ایتالیایی معیار نقش داشتند. ایتالیایی‌های مهاجری که از سال ۱۸۶۱ شروع به مهاجرت می‌کردند، اغلب از طبقه پایین و بی‌سواد بودند و بنابراین مهاجرت باعث افزایش درصد باسوادان در ایتالیا می‌شد که اغلب به ایتالیایی معیار مسلط بودند. درصد زیادی از مهاجران نیز سرانجام با تحصیلات بیشتری به ایتالیا بازگشتند.:۳۵
گویش‌های ایتالیایی در دوران نوین افت کرده‌اند، زیرا ایتالیا با رسمیت ایتالیایی معیار متحد شد و این اتحاد با کمک رسانه‌های جمعی، از روزنامه‌ها گرفته تا رادیو و تلویزیون، همچنان تداوم یافته است.

## واج‌شناسی
ایتالیایی دارای یک سامانه واکه‌ای هفت‌تایی متشکل از /a, ɛ, e, i, ɔ, o, u/ و همچنین ۲۳ همخوان است. همخوان‌ها و واکه‌های این زبان عبارتند از:
|         | لبی | لبی | دندانی/لثوی                            | دندانی/لثوی                            | پسالثوی/کامی | پسالثوی/کامی | نرم‌کامی | نرم‌کامی |
| ------- | --- | --- | -------------------------------------- | -------------------------------------- | ------------ | ------------ | ------- | ------- |
| خیشومی  |     | m   |                                        | n                                      |              | ɲ            |         |         |
| انسدادی | p   | b   | Error: {{آوا}}: برچسب زبان ناشناخته: t̪ | Error: {{آوا}}: برچسب زبان ناشناخته: d̪ |              |              | k       | ɡ       |
| انسایشی |     |     | t͡s                                     | d͡z                                     | t͡ʃ           | d͡ʒ           |         |         |
| سایشی   | f   | v   | s                                      | z                                      | ʃ            |              |         |         |
| ناسوده  |     |     |                                        |                                        |              | j            |         | w       |
| کناری   |     |     |                                        | l                                      |              | ʎ            |         |         |
| لرزشی   |     |     |                                        | r                                      |              |              |         |         |

|            | پیشین | مرکزی                                  | پسین |
| ---------- | ----- | -------------------------------------- | ---- |
| بسته       | i     |                                        | u    |
| بسته-میانه | e     |                                        | o    |
| باز-میانه  | ɛ     |                                        | ɔ    |
| باز        |       | Error: {{آوا}}: برچسب زبان ناشناخته: ä |      |

واج‌شناسی ایتالیایی در مقایسه با بیشتر زبان‌های رومی محافظه‌کارانه است و این زبان بسیاری از واژگان را تقریباً بدون تغییر از لاتین عامیانه حفظ کرده است. چند نمونه:
- ایتالیایی quattordici «چهارده»> لاتین quattuordecim (در برابر paisprezece/paișpe رومانیایی، catorce اسپانیایی، quatorze فرانسوی، catorze کاتالان و پرتغالی)
- ایتالیایی settimana «هفته»> لاتین septimāna (در برابر săptămână رومانیایی، semana اسپانیایی و پرتغالی، semaine فرانسوی، setmana کاتالان)
- ایتالیایی medesimo «همسان»> لاتین عامیانه *medi(p)simum (در برابر mismo اسپانیایی، mesmo پرتغالی، même فرانسوی، mateix کاتالان)
- ایتالیایی guadagnare «بردن، گرفتن»> لاتین عامیانه *guadanyāre> ژرمنی /waidanjan/ (در برابر ganar اسپانیایی، ganhar پرتغالی، gagner فرانسوی، guanyar کاتالان)

ماهیت محافظه‌کارانه واج‌شناسی ایتالیایی تا حدودی با ریشه آن توضیح داده می‌شود. زبان ایتالیایی از یک زبان ادبی ناشی می‌شود که پایه آن در قرن سیزدهم در شهر فلورانس در منطقه توسکانی بنیان نهاده شده است و در حدود ۷۰۰ سال اخیر تغییر چندانی نکرده است. گویش توسکانی همچنین از محافظه‌کارترین گویش‌های ایتالیایی است و با زبان‌های گالی-ایتالی که در کمتر از ۱۶۰ کیلومتری شمال آن گویش می‌شوند، کاملاً متفاوت است.

## سامانه نوشتاری
ایتالیایی دارای املایی کم‌عمق است؛ نوشتار آن بسیار مطابق با گفتار است و همواره در آن به ازای هر حرف یک صدا وجود دارد. الفبای ایتالیایی گونه‌ای از الفبای لاتین متشکل از ۲۱ حرف می‌باشد. حروف j ,k، w, x و y به‌طور سنتی کنار گذاشته می‌شوند، اگرچه در وام‌واژگان دیده می‌شوند. این حروف در جدول زیر آمده‌اند:
|          | حروف ایتالیایی | حروف ایتالیایی | حروف ایتالیایی | حروف ایتالیایی | حروف ایتالیایی | حروف ایتالیایی | حروف ایتالیایی | حروف ایتالیایی | حروف ایتالیایی | حروف ایتالیایی | حروف ایتالیایی | حروف ایتالیایی | حروف ایتالیایی | حروف ایتالیایی | حروف ایتالیایی | حروف ایتالیایی | حروف ایتالیایی | حروف ایتالیایی | حروف ایتالیایی | حروف ایتالیایی | حروف ایتالیایی | حروف افزوده‌شده | حروف افزوده‌شده | حروف افزوده‌شده | حروف افزوده‌شده | حروف افزوده‌شده |
| شکل بزرگ | A              | B              | C              | D              | E              | F              | G              | H              | I              | L              | M              | N              | O              | P              | Q              | R              | S              | T              | U              | V              | Z              | J              | K              | W              | X              | Y              |
| شکل کوچک | a              | b              | c              | d              | e              | f              | g              | h              | i              | l              | m              | n              | o              | p              | q              | r              | s              | t              | u              | v              | z              | j              | k              | w              | x              | y              |

از نظر زبان‌شناختی، سامانه نوشتاری ایتالیایی تقریباً واجی است. مهم‌ترین استثناهای آن عبارتند از:
- حرف c در پایان واژگان و پیش از حروف a ,o، و u صدای /ک/ و پیش از حروف e و i صدای /چ/ می‌دهد.
- حرف ɡ در پایان واژگان و پیش از حروف a ,o، و u صدای /گ/ و پیش از حروف e و i صدای /ج/ می‌دهد.
- حرف n معمولاً صدای /ن/ می‌دهد ولی پیش از حروف k و g (فقط g با صدای /گ/) صدای /نگ/ (همانند صدای دو حرف پایانی «آهنگ» و «بانک» در فارسی) می‌دهد.
- حرف h همواره ناخوانا است: hotel می‌شود /oˈtɛl/. با ترکیب آن با c یا g دونگارههایی ایجاد می‌شود تا صدای /ک/ و /گ/ را پیش از حروف e و i نشان دهد (چون در حالت عادی به ترتیب صدای /چ/ و /ج/ می‌دهند): chi می‌شود /ki/ یعنی «کی»، che می‌شود /ke/ یعنی «چه»، aghi می‌شود /ˈagi/ یعنی «سوزن».

## دستور زبان

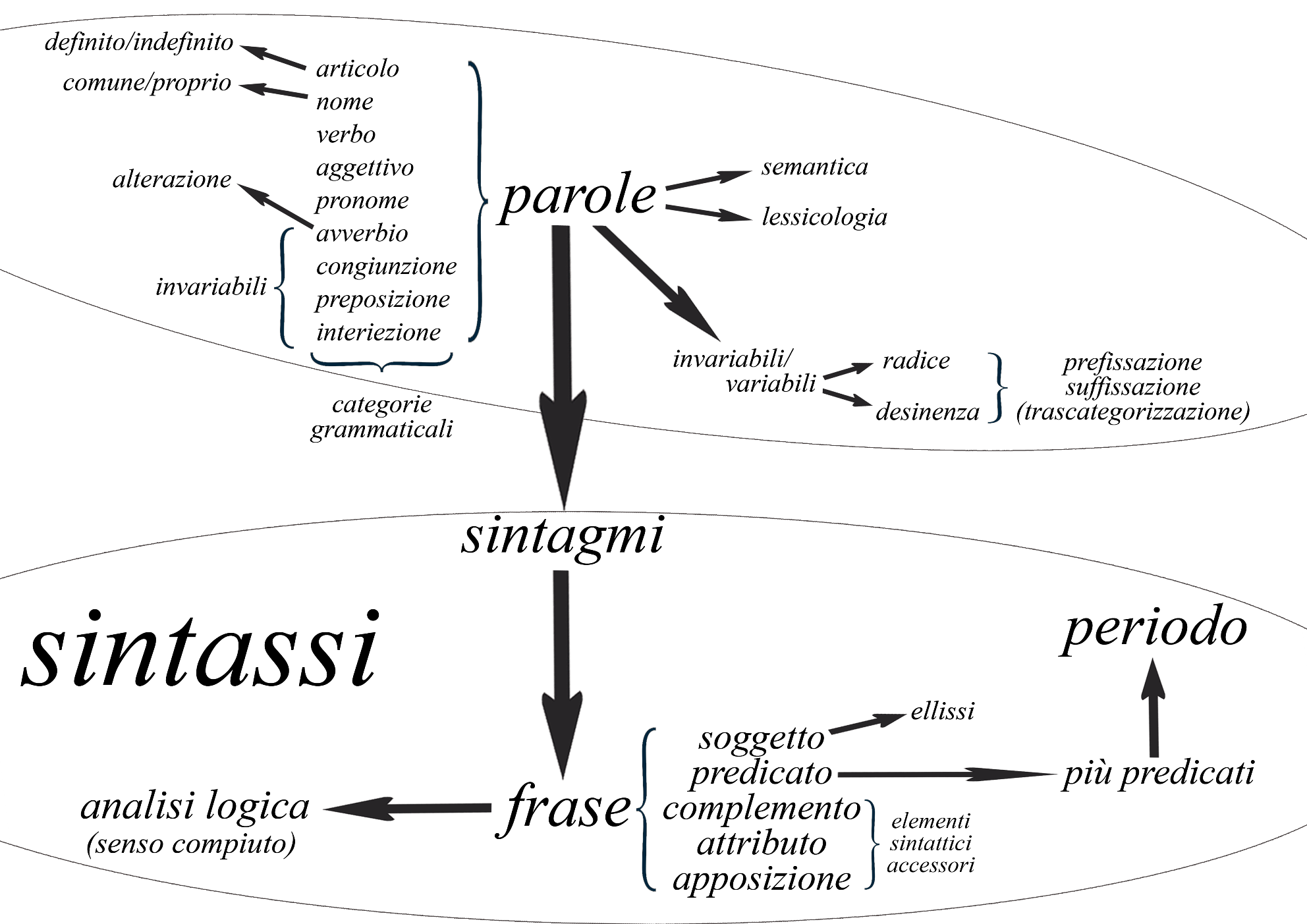
بخشی از دستور زبان ایتالیایی

دستور زبان ایتالیایی و به‌طور کلی شبیه دستور سایر زبان‌های رومی است. در این زبان برای ضمایر شخصی حالت‌های دستوری (نهادی، غیر فعلی، مفعولی، برایی) وجود دارند، اما برای اسم وجود ندارد.
ساختار زبان ایتالیایی معمولاً به نه پاره‌گفتار (بخش دستوری)∗ یعنی فعل، اسم، حرف تعریف، صفت، ضمیر، قید، حرف اضافه، حرف ربط و علائم تقسیم می‌گردد، که تنها به شرح بخش‌های فعل، اسم و حرف تعریف به شرح ذیل بسنده می‌کنیم:
1. ساختار فعل در زبان ایتالیایی به این شکل است که کلیه افعال به سه دسته ARE- IRE - ERE تقسیم می‌شوند که هر دسته در هر زمان با فرمول خاص زمانی و دسته‌ای خود صرف می‌شود و این فرمول نسبتاً ساده به کاربر این امکان را می‌دهد که دسته و زمان فعل را به آسانی تشخیص دهد.
2. در بخش اسم تمامی نام‌های ایتالیایی به یکی از حروف: O-I-A-E ختم می‌شوند که عموماً، نام‌های ختم شده به O مفرد مذکر، نام‌های ختم شده به A مفرد مؤنث، بیشتر نام‌های ختم شده به I جمع مذکر و اکثر نام‌های ختم شده به E جمع مؤنث می‌باشند.
3. حرف تعریف در زبان ایتالیایی به شش بخش: Il -I -La- Le- Lo- Gli تقسیم می‌شود که اساساً بر حسب تعداد، جنس و حرف اول کلمه‌ای که بعد از آن می‌آید تغییر می‌کند، بنابراین حرف تعریف معین IL قبل از نام‌های مفرد مذکری که باحروف بی صدا (بجز s ناخالص و z که باحرف تعریف Lo درمفرد و با gli در جمع نشان داده می‌شوند) قرار می‌گیرد و صورت جمع آن I می‌باشد.

شکل مؤنث حرف تعریف به پیچیدگی مذکر آن نیست و تنها برای مفرد یک شکل وجود دارد و آن La می‌باشد که قبل از کلماتی که باحروف باصدا شروع می‌شوند به شکل 'L درمیاید، در جمع هم تنها یک شکل دارد آنهم Le که قبل از کلماتی که با e شروع شوند به صورت 'L درمیاید.

## واژگان

### گفتگو
| فارسی (persiana)                   | ایتالیایی (italiano) | تلفظ                                                    |
| ---------------------------------- | --- | ------------------------------------------------------- |
| بله                                | Sì | (شنیدن) /ˈsi/                                           |
| نه                                 | No | (شنیدن) /ˈnɔ/                                           |
| البته!                             | Certo! / Certamente! / Naturalmente! | /ˈtʃɛrto/ /ˌtʃertaˈmente/ /naturalˈmente/               |
| سلام!                              | Ciao! (غیررسمی) / Salve! (نیمه‌رسمی) | /ˈtʃao/                                                 |
| به سلامتی!                         | Salute! | /saˈlute/                                               |
| خوبی؟                              | Come stai? (غیررسمی) / Come sta? (رسمی) / Come state? (جمع) / Come va? (عمومی، غیررسمی)                                                                               | /ˌkomeˈstai/; /ˌkomeˈsta/ /ˌkome ˈstate/ /ˌkome va/     |
| صبح بخیر!                          | Buongiorno! (= روز بخیر!) | /ˌbwɔnˈdʒorno/                                          |
| عصر بخیر!                          | Buonasera! | /ˌbwɔnaˈsera/                                           |
| شب بخیر!                           | Buonanotte! (برای خواب خوب) / Buona serata! (برای بیداری خوب) | /ˌbwɔnaˈnɔtte/ /ˌbwɔna seˈrata/                         |
| روز خوبی داشته باشید!              | Buona giornata! (رسمی) | /ˌbwɔna dʒorˈnata/                                      |
| نوش جان!                           | Buon appetito! | /ˌbwɔn‿appeˈtito/                                       |
| خدا نگه‌دار!                        | Arrivederci (عمومی) / ArrivederLa (رسمی) / Ciao! (غیررسمی) | (شنیدن) /arriveˈdertʃi/                                 |
| موفق باشی!                         | Buona fortuna! (عمومی) | /ˌbwɔna forˈtuna/                                       |
| دوستت دارم                         | Ti amo (فقط برای بیان عشق) / Ti voglio bene (به معنای «من به تو علاقه دارم»، برای عاشقان، دوستان، خویشاوندان و غیره)                                                  | /ti ˈa:mo/; /ti ˌvɔʎʎo ˈbɛne/                           |
| خوش آمدید [به...]                  | Benvenuto/-i (برای مرد/زن) / Benvenuta/-e (برای زن) [a / in...] | /benveˈnuto//benveˈnuti//benveˈnuta//benveˈnute/        |
| لطفاً                               | Per favore / Per piacere / Per cortesia | (شنیدن) /per faˈvore/ /per pjaˈtʃere/ /per korteˈzia/   |
| سپاسگزارم!                         | Grazie! (عمومی) / Ti ringrazio! (غیررسمی) / La ringrazio! (رسمی) / Vi ringrazio! (جمع)                                                                                | /ˈɡrattsje/ /ti rinˈɡrattsjo/                           |
| خواهش می‌کنم!                       | Prego! | /ˈprɛɡo/                                                |
| ببخشید / متاسفم                    | Mi dispiace (فقط «متاسفم») / Scusa(mi) (غیررسمی) / Mi scusi (رسمی) / Scusatemi (جمع) / Sono desolato («متاسفم»، اگر مرد باشد) / Sono desolata («متاسفم»، اگر زن باشد) | /ˈskuzi/; /ˈskuza/; /mi disˈpjatʃe/                     |
| کی؟                                | Chi? | /ki/                                                    |
| چی؟                                | Che cosa? / Cosa? / Che? | /kekˈkɔza/ or /kekˈkɔsa/ /ˈkɔza/ or /kɔsa/ /ˈke/        |
| کِی؟                                | Quando? | /ˈkwando/                                               |
| کجا؟                               | Dove? | /ˈdove/                                                 |
| چگونه؟                             | Come? | /ˈkome/                                                 |
| چرا/چون                            | Perché | /perˈke/                                                |
| دوباره                             | Di nuovo / Ancora | /di ˈnwɔvo/; /anˈkora/                                  |
| چقدر؟ / چندتا؟                     | Quanto? / Quanta? / Quanti? / Quante? | /ˈkwanto/                                               |
| نام شما چیست؟                      | Come ti chiami? (غیررسمی) / Qual è il suo nome? (رسمی) / Come si chiama? (رسمی)                                                                                       | /ˌkome tiˈkjami/ /kwal ˈɛ il ˌsu.o ˈnome/               |
| نام من … است                       | Mi chiamo ... | /mi ˈkjamo/                                             |
| این … است                          | Questo è ... (مذکر) / Questa è ... (مؤنث) | /ˌkwesto ˈɛ/ /ˌkwesta ˈɛ/                               |
| بله، فهمیدم.                       | Sì, capisco. / Ho capito. | /si kaˈpisko/ /ɔkkaˈpito/                               |
| نمی‌فهمم.                           | Non capisco. / Non ho capito. | (شنیدن) /noŋ kaˈpisko/ /nonˌɔkkaˈpito/                  |
| می‌توانی انگلیسی صحبت کنی؟          | Parli inglese? (غیررسمی) / Parla inglese? (رسمی) / Parlate inglese? (جمع)                                                                                             | (شنیدن) /parˌlate iŋˈɡle:se/ (شنیدن) /ˌparla iŋˈɡle:se/ |
| من ایتالیایی بلد نیستم.            | Non capisco l'italiano. | /noŋ kaˌpisko litaˈljano/                               |
| کمکم کن!                           | Aiutami! (غیررسمی) / Mi aiuti! (رسمی) / Aiutatemi! (جمع) / Aiuto! (عمومی)                                                                                             | /aˈjutami/ /ajuˈtatemi/ /aˈjuto/                        |
| درست/اشتباه است!                   | (Tu) hai ragione/torto! (غیررسمی) / (Lei) ha ragione/torto! (رسمی) / (Voi) avete ragione/torto! (جمع)                                                                 |                                                         |
| ساعت چند است؟                      | Che ora è? / Che ore sono? | /ke ˌora ˈɛ/ /ke ˌore ˈsono/                            |
| دستشویی کجاست؟                     | Dov'è il bagno? | (شنیدن) /doˌvɛ il ˈbaɲɲo/                               |
| قیمت این چند است؟                  | Quanto costa? | /ˌkwanto ˈkɔsta/                                        |
| صورتحساب لطفاً.                     | Il conto, per favore. | /il ˌkonto per faˈvore/                                 |
| خواندن ایتالیایی ذهن را تیز می‌کند. | Lo studio dell'italiano aguzza l'ingegno. | /loˈstudjo dellitaˈljano aˈɡuttsa linˈdʒeɲɲo/           |
| اهل کجا هستی؟                      | Di dove sei? (عمومی، غیررسمی)/ Di dove è? (رسمی) | /di dove ssˈɛi/ /di dove ˈɛ/                            |
| من دوست دارم                       | Mi piace (برای یک مفعول) / Mi piacciono (برای چند مفعول) | /mi pjatʃe/ /mi pjattʃono/                              |

### واژگان پرسشی
| فارسی    | ایتالیایی | تلفظ             |
| -------- | --------- | ---------------- |
| چه       | che       | /ke/             |
| چی       | cosa      | /ˈkɔza/, /ˈkɔsa/ |
| کی       | chi       | /ki/             |
| چگونه    | come      | /ˈkome/          |
| کجا      | dove      | /ˈdove/          |
| چرا، چون | perché    | /perˈke/         |
| کدام     | quale     | /ˈkwale/         |
| کِی       | quando    | /ˈkwando/        |
| چقدر     | quanto    | /ˈkwanto/        |

### زمان
| فارسی | ایتالیایی | تلفظ             |
| ----- | --------- | ---------------- |
| امروز | oggi      | /ˈɔddʒi/         |
| دیروز | ieri      | /ˈjɛri/          |
| فردا  | domani    | /doˈmani/        |
| ثانیه | secondo   | /seˈkondo/       |
| دقیقه | minuto    | /miˈnuto/        |
| ساعت  | ora       | /ˈora/           |
| روز   | giorno    | /ˈdʒorno/        |
| هفته  | settimana | /settiˈmana/     |
| ماه   | mese      | /ˈmeze/, /ˈmese/ |
| سال   | anno      | /ˈanno/          |

### عددها
| فارسی                | ایتالیایی    | تلفظ             |
| -------------------- | ------------ | ---------------- |
| صد                   | cento        | /ˈtʃɛnto/        |
| هزار                 | mille        | /ˈmille/         |
| دوهزار               | duemila      | /ˌdueˈmila/      |
| دوهزار و بیست (۲۰۲۰) | duemilaventi | /dueˌmilaˈventi/ |
| یک میلیون            | un milione   | /miˈljone/       |
| یک میلیارد           | un miliardo  | /miˈljardo/      |

### روزهای هفته
| فارسی    | ایتالیایی | تلفظ                   |
| -------- | --------- | ---------------------- |
| دوشنبه   | lunedì    | /luneˈdi/              |
| سه شنبه  | martedì   | /marteˈdi/             |
| چهارشنبه | mercoledì | /ˌmɛrkoleˈdi/, /ˌmer-/ |
| پنجشنبه  | giovedì   | /dʒoveˈdi/             |
| جمعه     | venerdì   | /venerˈdi/             |
| شنبه     | sabato    | /ˈsabato/              |
| یکشنبه   | domenica  | /doˈmenika/            |

### ماه‌های سال
| فارسی   | ایتالیایی | تلفظ         |
| ------- | --------- | ------------ |
| ژانویه  | gennaio   | /dʒenˈnajo/  |
| فوریه   | febbraio  | /febˈbrajo/  |
| مارس    | marzo     | /ˈmartso/    |
| آوریل   | aprile    | /aˈprile/    |
| مه      | maggio    | /ˈmaddʒo/    |
| ژوئن    | giugno    | /ˈdʒuɲɲo/    |
| ژوئیه   | luglio    | /ˈluʎʎo/     |
| اوت     | agosto    | /aˈɡosto/    |
| سپتامبر | settembre | /setˈtɛmbre/ |
| اکتبر   | ottobre   | /otˈtobre/   |
| نوامبر  | novembre  | /noˈvɛmbre/  |
| دسامبر  | dicembre  | /diˈtʃɛmbre/ |